# Кон (Еро)
Кон (фр. Combes) је насељено место у Француској у региону Лангдок-Русијон, у департману Еро.
По подацима из 2011. године у општини је живело 341 становника, а густина насељености је износила 31,08 становника/km².

## Демографија
| 1962. | 1968. | 1975. | 1982. | 1990. | 2011. |
| ----- | ----- | ----- | ----- | ----- | ----- |
| 231   | 152   | 170   | 188   | 180   | 341   |